# Sublime (bottiglia)
Sublime è il nome di una bottiglia di vetro atta al confezionamento di vino spumante, come prosecco o champagne, della capacità di 150 litri di vino, pari a 200 bottiglie di vino standard da 0,75 litri. Attualmente è la bottiglia più grande per i vini spumanti messa in commercio. 
Con questa bottiglia è possibile riempire 1400 calici di vino, se consideriamo la misura standard di mescita al calice pari a 10 cl.